# Lǐ Yú

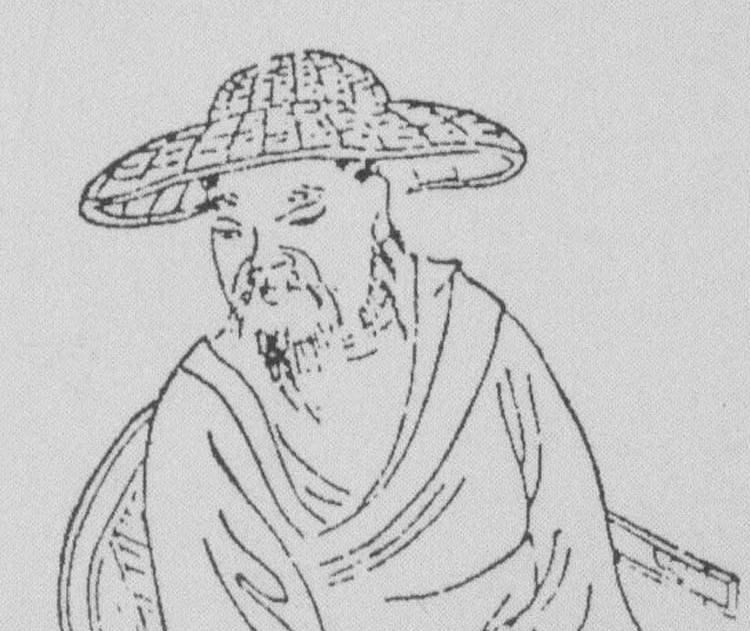
Ritratto di Li Yu

Li Yu (李渔, Lǐ Yú, nome di cortesia Li Liweng, 李笠翁; Jiangsu, 1611 – 1680) è stato uno scrittore, drammaturgo e editore cinese, della dinastia Qing.

## Biografia
Dopo aver tentato inutilmente di superare gli esami per la carriera di funzionario, Lǐ Yú si dedicò all'attività di editore e di scrittore. Scrisse molte opere teatrali, di cui restano soltanto una decina di drammi: fra questi si segnalano Il pesce accoppiato (Bǐmùyú), La fenice cerca l'amore (凰求凤 Huáng qiú fèng), Lo spillone di giada (玉搔头 Yù sāotóu), inseriti nel genere dell'opera Chuánqí. Si appassionò anche alle tecniche di rappresentazione, e dalla sua lunga esperienza di drammaturgia e di messinscena elaborò teorie sul teatro che occupano una parte importante del suo Xian Qing Ou Ji 閒情偶記 (Note di pensieri liberi). Scrisse diversi romanzi e racconti, fra i quali i più celebri sono Illuminazione dopo il risveglio, Teatro muto e I dodici padiglioni; fu inoltre autore di racconti erotici come Ròu pútuán 肉蒲團 (Il tappeto da preghiera di carne), che sono oggi le sue opere più conosciute in occidente.

## Opere
Edizioni italiane:
- Il tappeto da preghiera di carne, Milano, Bompiani, 1973.
- Il tappeto da preghiera di carne, Milano, Mondadori, 1996.
- Il teatro muto. Lien Ch'eng Pi Wai Pien, Istituto Universitario Orientale di Napoli, Dip. Studi Asiatici, 1996.
- Una torre per il calore estivo, Milano, Feltrinelli, 1994.